# Abenheim (Adelsgeschlecht)
Abenheim (auch Abinheim) ist ein erloschenes uradeliges Ministerialengeschlecht aus Abenheim, in Rheinland-Pfalz (seit 1969 zur Stadt Worms eingemeindet).

## Geschichte
Der Ort Abenheim  wurde früher Abunheim (774), Abinheim (1190), Abenheym (1360), Obinheim (1405) genannt und kommt urkundlich erstmals 774 im Lorscher Codex vor. Das Dorf gelangte als königliche Schenkung 932 in den Besitz des Klosters Fulda. Seit Ende des 12. Jahrhunderts sind Ministeriale belegt, die sich nach dem Ort nannten, so 1190 Wernhere de Abinheim (Zeuge in einer Wormser Bischofsurkunde), 1227 Fridericus und Nebelungus de Abenheim. 1367 ist ein Kobel von Abenheim belegt, 1418 und 1425 ein Dierolf Schmutzel von Abenheim. Von einer Burg in Abenheim, die wohl mehr oder weniger eine kleine Wohn- und Wehranlage war, gibt es einen urkundlichen Nachweis von 1408. Es bleibt allerdings offen, ob der Graf von Leiningen oder der Ortsadel, der sich nach dem Ort benannten, die ursprünglichen Erbauer der Burg waren. Unklar ist auch, ob die ehemalige Burg Abenheim zerstört war, als sie im Jahre 1556 durch den Amtshof überbaut wurde. Nach zahlreichen Besitzerwechseln zwischen dem Kloster Fulda, den Grafen von Leiningen, den Grafen von Nassau, erwarben die Herren von Dalberg, Kämmerer von Worms, Abenheim am 17. März 1391, die es bis 1797 in Besitz behielten. Nach der Besitzübernahme durch die Dalbergs finden sich nur noch spärliche Erwähnungen der Familie in verschiedenen Unterlagen der umliegenden Klöstern. So zum Beispiel:
- 1227 Friedrich von Abenheim Heinrich bischof von Worms bezeugt, dass Friedrich von Abenheim und sein sohn Hertwich auf ihre ansprüche an die mühle zu Santbach verzichten[4]
- 1302 Konrad von Abenheim Konrad von Abenheim und seine Ehefrau Adelheide pachten Güter vom Kloster Otterberg.[5]
- 1308 Heilmann von Abenheim[6]
- 1326 Kobel von Abenheim[7]
- 1366 Wippel von Abenheim 1366 (1. Jan) verzichten Wippel von Abenheim Edelknecht, Greda min ehliche husfrauwe, Thomas von der alden ere, Elsa min ehliche husfrauwe....auf die vorg. Güter zu Gunsten des Klosters Eberbach...[8][9]
- 1395 Cuntzel genannt Bredel von Abenheim[10]
- 1395 Jungherr Dyerolffe von Abenheim[11]
- 1403 Juli 21, Heidelberg. Bittet die stadt Strassburg, den probst zu St. Peter daselbst anzuhalten, dass er den meister Conrad von Abenheim nicht hindere an der pfründe auf dem stifte zu Surberg, die derselbe durch des königs primas preces lange besessen habe.[12]
- 1410, 1427 und 1437 "Henne von Abenheim und Kunegunde, seine Ehefrau, verkaufen dem Kloster Schönau eine jährliche Korngült von 3 Malter und 1 1/2 Fiernzel um 74 Malter und 3 Fiernzel Korn unter Verpfändung von Gütern zu Roxheim.[13]
- 1444 Henne von Abenheim ist Oberschultheiss von Abenheim[14]
- 1494 Eva von Abenheim heiratet in das Adelsgeschlecht von Allendorff[15]
- 1512 stirbt Volkher von Abenheim.

Das Adelsgeschlecht von Abenheim dürfte zu Anfang des 16. Jahrhunderts in der männliche Linie ausgestorben sein.
Otto Titan von Hefner zählt das Adelsgeschlecht „von Abenheim“ zum abgestorbenen Adel. Den Familienname Abenheim gibt es noch immer. Wenn der Adel einer Familie nach mehr als zwei Generationen nicht mehr geführt wurde, spricht man von verdunkeltem Adel. Abenheim selbst, wurde wie so viele Teile Europas, im Laufe der Jahrhunderte durch zahlreiche Kriege mehrmals zerstört und durch zahlreiche Epidemien heimgesucht. Alle schriftliche Unterlagen und Chroniken aus dem frühen Mittelalter gingen durch diese Kriegseinflüsse verloren. Die wenigen erhaltenen Unterlagen wie Kirchenbücher und Gerichtsbücher, stammen mit wenigen Ausnahmen aus dem 17. Jahrhundert. Diese werden teilweise im Stadtarchiv Worms aufbewahrt.

## Wappen
- Kobel von Abenheim 1327, Ast Balken im Schilde
- Wippel von Abenheim 1366, Der einfache Querbalken im Schilde mit einer Raute im linken Obereck.[17]